# Јулије Цезар
Гај Јулије Цезар (лат. Gaius Iulius Caesar; Рим, 12/13. јул 100. п. н. е. — Рим, 15. март 44. п. н. е.) био је римски војсковођа, политичар и писац. Као бриљантни војсковођа и политичар, Цезар је играо главну улогу у сукобима касне републике, а његова победа у грађанском рату против Помпеја и бројних противника у сенату знатно је допринела каснијем успостављању новог државног уређења - принципата.
Најславнији римски војсковођа, Цезар је бројним војним победама знатно проширио утицај и власт Рима. Победивши Помпеја у грађанском рату од 46. п. н. е. завладао је као диктатор. Цезарова диктатура представља крај врховне владавине Сената у Риму и почетак евентуалне трансформације старе републике у политички систем који ће под Октавијаном, Цезаровим нећаком, постати познат као Принципат.
Након Цезарове смрти, република је утонула у нову серију грађанских ратова који су се окончали победом Октавијана, који ће постати први римски цар након првог договора са сенатом 27. п. н. е.
Цезарово наслеђе као бриљантног генерала и државника одржало се током векова. Цезар је остао упамћен као једна од најважнијих личности римске историје и један од највећих војсковођа у историји уопште.

## Рођење и младост
Цезар је потицао из угледне патрицијске породице Јулијеваца. У доба цара Октавијана, који је наследио Цезара и постао први римски цар, у епу Енејида Публије Вергилије Марон велича Јулијевце повезујући их са легендарним тројанским јунаком Енејом.
Датум његовог рођења није прецизно утврђен, али вероватно је да је Цезар рођен 12. или 13. јула 100. године пре нове ере. Иако су Јулијевци били једна од најистакнутијих римских патрицијских породица, нису располагали великим богатством. Цезаров отац, Гај Јулије Цезар Старији, био је истакнути члан римске аристократије и присталица Гаја Марија. Цезаров отац служио је као војнички трибун, квестор и претор а као проконзул управљао је провинцијом Азијом. Цезарови деда и прадеда са очеве стране такође су носили име Гај Јулије Цезар и заузимали високе државне функције.
Цезарова мајка, Аурелија Кота, потицала је из угледне породице чији су чланови били сенатори. Антички историчари Тацит и Плутарх приписују јој многе врлине, а потоњи је описује као идеалну римску жену.
Поред Цезара, Аурелија и Цезар Старији имали су две ћерке, Јулију Старију у Јулију Млађу. Цезарова тетка, Јулија Цезарис била је удата за Гаја Марија, који је у време Цезаровог одрастања био најмоћнији човек у Риму.
Када је Цезару било шеснаест година, његов отац је изненада умро док је обувао ципеле. Након очеве смрти, Цезар је кандидован за Јупитеровог свештеника, и раскинуо веридбу са Косутијом, богатом женом из витешког сталежа и потом се оженио Корнелијом, ћерком Луција Корнелија Цине, народног трибуна и једног од водећих присталица Гаја Марија.

Цезар је добио за оно време врхунско образовање с неизбежним путовањем у Грчку где је учио говорништво.
Гај Марије је 88. п. н. е. започео грађански рат са Луцијем Корнелијем Сулом, својим бившим легатом и сарадником. Сукоб између Маријевих у Сулиних присталица у Риму био је изузетно бруталан. Наконе Маријеве смрти 13. јануара 86. п. н. е., Рим је био под контролом Цине и осталих Сулиних непријатеља, укључујући Маријевог сина Гаја Марија Млађег.
Сула је у међувремену отишао на исток, где је предводио римску војску у рату против Митридатом од Понта. Након победе у рату са Митридатом, Сула је по други пут ушао у Рим и обрачунао се са преосталим Маријевим присталицама. Већ 82. п. н. е. Сула је изабран за диктатора и кренуо у обрачун са својим непријатељима.
Сула је наредио Цезару да се разведе, што је овај је то одбио. Цезару је одузето свештеничко звање, женин мираз и породично наследство и означен је као припадник противничке странке, па се тако нашао у опасности. Убрзо је побегао из Рима и приморан да се крије од Сулиних агената. Цезарови пријатељи су га саветовали да се не враћа због ризика проскрипције.
Како нам преноси Плутарх, Цезара су од смрти спасле молбе рођака, укључујући и његову мајку Аурелију. Сула се дуго опирао молбама да поштеди Цезара, али је на крају попустио, иако невољно. Светоније приповеда да је том приликом Сула изрекао пророчанство рекавши: "Нека вам буде, водите га. Али имајте на уму да ће овај младић кога толико желите да спасите једног дана задати смртни ударац нашој аристократији... јер у једном Цезару наћи ћете неколико Марија."[
Цезар се пријавио у римску војску и отишао у Малу Азију где је служио у пратњи гувернера провинције, Марка Терма и у Киликији под Сервилијем Исауриком. Иако му је Сула формално опростио и помиловао га, Цезар се није враћао у Рим до Сулине смрти, 78. п. н. е.
Цезар је послат на двор краља Никомеда од Битиније да би задобио подршку његове флоте, али се толико дуго задржао на његовом двору да су почеле колати гласине да је Цезар у тајној вези са краљем. Цезарови непријатељи касније су користили гласине о афери са Никомедом да би наштетили његовом угледу.
Због војничких заслуга у опсади Митилене, Цезар је освојио једно од највиших републиканских одликовања - Храстов вецац (лат. Corona Civica).
Вест о Сулиној смрти затекла је Цезара у Киликији, након чега се брзо вратио у Рим, надајући се
По повратку у Рим Цезар почиње радити као адвокат. На тој функцији истакао се као жесток критичар и противник корупције код политичара. Цезар је путовао на острво Родос како би усавршио реторику код славног говорника Аполонија Мола. На путу су га заробили киликијски гусари. Када су намеравали затражити откупнину од 20 талената, Цезар им се насмејао и рекао да очигледно не знају кога су отели. На његов наговор гусари су затражили и добили 50 талената за Цезарово пуштање. За време заробљеништва код гусара, понашао се веома слободно, читао им поезију и ако му не би аплаудирали, називао би их неуким варварима, учествовао је у разним играма са гусарима и није показивао никакав страх према њима. Чак им је у шали говорио да ће их све повешати кад га ослободе. Чим је пуштен Цезар је организовао потеру на мору, заробио гусаре који су га отели и осудио их на смрт разапињањем на крсту.
69. п. н. е. за време порођаја умире Цезарова прва жена Корнелија. Исте године умрла је и Јулија, Цезарова тетка. Цезарови противници су га критиковали да је Јулијина сахрана била злоупотребљена у политичке сврхе јер Цезар напада проскрипцијске законе из Сулиног времена те на тај начин повећава своју политичку популарност. Цезар је исте године изабран за квестора и одлази у Шпанију. По повратку у Рим наставља се бавити правом све док 65. п. н. е. не постаје курулски едил. Та функција је укључивала регулисање саобраћаја, трговине и осталих свакодневних послова у Риму. Посебно је занимљиво да је то укључивало и организацију игара у римском циркусу. Буџет за забављање најширих слојева људи био је ограничен. Цезар није штедео на новцу и организовао је дотад најспектакуларнију забаву за народ. Година је завршила тако да је Цезар био познат и славан у народу, али са личним дугом од, за оно време огромних, неколико стотина златних талената.
Године 63. п. н. е. Цезар постаје pontifex maximus. Та функција је укључивала добијање нове куће Domus Publica, бављење питањима који се дотичу римске религије и, најважније за Цезара, опрост свих дугова.
Исте године Цезар је заједно са Марком Лицинијем Красом оптужен пред сенатом за учешће у завери коју је организовао римски политичар Луције Сергије Катилина. Петорица Катилининих блиских сарадника и пријатеља убијена су без суђења. Иако је конзул Марко Тулије Цицерон затражио смртну казну за обојицу, Цезар и Крас су ослобођени.
Цезар је 62. п. н. е. изабран за претора. Исте се године развео од своје друге жене, Помпеје. 61. п. н. е. Цезар одлази као пропретор у Шпанију, али тек пошто му Марко Лициније Крас позајмљује новац да исплати повериоце којима је дуговао огромну количину новца. У Шпанији у војним освајањима стиче велико богатство. Године 60. п. н. е. враћа се у Рим и подмирује све своје дугове. Године 59. п. н. е. Цезар је заједно са Помпејом и Красом склопио први тријумвират. Циљ овог споразума је био преузимање власти у Римској републици из руку сената. Помпеј је био најчувенији римски генерал а Крас вероватно најбогатији Римљанин. Цезар је имао бројне политичке везе, па је ова подела власти била корисна за све. Да би учврстили савез Помпеј се жени Јулијом, Цезаровом једином ћерком. Иако је ово несумњиво био политички брак, љубав између Јулије и Помпеја била је обострана.

## Галија
Тријумвири су поделили власт на начин да је Цезар добио Галију на управљање. Године 58. п. н. е. Цезар је започео Галски рат који је трајао до 51. п. н. е. Да би јасније демонстрирао римску војну супериорност, Цезар је предузео и један војни поход преко Рајне против Германа у касно лето 55. п. н. е., као и две експедиције на Британска острва (у лето 55. и пролеће 54. п. н. е.). Он је 52. п. н. е. потукао Верцингеторикса у опсади Алезије, што је довело до потпуне победе Римљана у рату и покоравање тог дела западне Европе.
Године 55. п. н. е. Помпеј и Крас су поново изабрани за конзуле а Цезар за проконзула на рок од још пет година. Године 54. п. н. е. Цезарова ћерка Јулија умире за време порођаја. Крас је погинуо у рату са Партима у бици код Каре, 53. п. н. е. Након Красове смрти Помпеј и Цезар почињу се међусобно удаљавати у стајалиштима, што коначно доводи и до грађанског рата између њих.
Док је Цезар још увек био у Галији, Помпеј је у Риму задобио већину у сенату. Када је Цезару истекао петогодишњи рок проконзула, 50. п. н. е., Сенат га позива у Рим. Сенат му наређује да се појави сам у Риму а да пре тога распусти војску. Цезар је знао да ће у Риму бити беспомоћан уколико нема имунитет као конзул, или уколико нема залеђе које му доноси заповедништво над легијама. Цезар је одбио наредбу Сената и 10. јануара 49. п. н. е. прешао са војском реку Рубикон. На Рубикону је била граница са Италијом и то је означило почетак грађанског рата. Легенда тврди да је након преласка Рубикона Цезар рекао Alea iacta est! (Коцка је бачена ).
Многи сенатори су побегли из Рима јер нису знали да Цезар има свега једну легију са собом. Помпеј је имао много већу војску и Цезар му је нудио преговоре и могућност да обнове савезништво. Помпеј одбија. Прекретницу у грађанском рату доноси битка код Фарсале, 48. п. н. е., у којој Цезар побеђује двоструко бројнију Помпејеву војску. Помпеј бежи у Египат, а Цезар креће у потеру.
У Египту Помпеј бива убијен наређењем Потинуса фараоновог евнуха, а Цезар наноси пораз Птолемеју XIII у бици код Нила и препушта управу над Египтом Клеопатри VII. Затим је победио и понтског краља Фарнака II у бици код Зеле, 47. п. н. е. Након те битке послао је сенату чувену поруку Veni, vidi, vici! (Дођох, видех, победих ). У међувремену, Помпеј је убијен у Египту. Цезар наноси поразе противницима и у бици код Тапса, 46. п. н. е. те Гнеју Помпеју, сину Помпеја Великог, у бици код Мунде, 45. п. н. е.

## Цезарова диктатура
Године 46. п. н. е. Цезар је по трећи пут постао конзул заједно са Марком Емилијем Лепидом, а 45. п. н. е. постаје једини конзул. Након овога Цезар постаје апсолутни диктатор и сва власт у Римској империји је у његовим рукама. 44. п. н. е. Цезар постаје конзул по пети пут, овај пут заједно са Марком Антонијем.
Заправо, након победе над Помпејем и сенатом Цезар је постао глава римске државе и тај је положај задржао све до своје смрти 15. марта 44. п. н. е. Није сматрао да свој положај треба да ојача служећи се Маријевим и Сулиним методама, нити је одлучио уништити све своје противнике. Никада није ни помишљао на то да сенату врати некадашњу моћ нити да призна суверену власт римскога пука. Цезар је задржао стара имена државних установа, а његова власт, врховна и неупоредиво већа од власти других магистрата, била је изражена титулом диктатора, која му је први пут додељена 49. п. н. е., а последњи пут 44. п. н. е., када је био проглашен за доживотног диктатора (dictātor in perpetuum). Цезар је имао и друга овлаштења, нпр. доживотну трибунску власт (tribunicia potestas), што значи да је имао сва права народних трибуна, укључујући и њихов имунитет. Дато му је и право надзора над моралом (praefectūra morum), које је раније припадало цензорима. Цезар је на основу тога могао било коме запретити искључивањем из сената или из витешког сталежа. Други специјални закони доделили су му право да поставља управнике провинција и да народу препоручује половину свих магистрата за положаје у Риму (ius commendatiōnis), право да закључује мир и објављује рат, право да у сенату први гласа, трајно право врховног заповедништва над војском те право располагања средствима државне благајне. Током Цезарове диктатуре комиције су послушно примале све његове предлоге. Број чланова сената повећао се на 900, будући да су у њега ушли многи Цезарови официри и чак бивши ослобођеници.

## Атентат
Цезарову унутрашњу политику након грађанског рата карактерисала је тежња да придобије различите друштвене групе. До краја живота уживао је подршку римског плебса, а значајан број присташа имао и међу становништвом италијанских градова. Такође је тежио да привуче на своју страну владајуће групе провинцијскога становништва, па је додељивао права римског грађанства и појединцима и читавим градовима, посебно у галским провинцијама. Истовремено је водио политику измирења са нобилитетом, још увек владајућом групом у држави: истакнути аристократи, бивше Помпејеве присташе, бирају се на највише државне положаје, шаљу у провинције као део управног апарата, добијају поседе на поклон.
Међутим, Цезар је отишао превише далеко у нарушавању републиканског устава. На Мартовским идама 15. марта 44. п. н. е. Цезара је на почетку једне сенатске седнице убила група завереника међу којима су главни били Гај Касије Лонгин, Марко Јуније Брут и Децим Јуније Брут. Према античкој традицији, коју преноси римски писац Светоније, Цезар је на самрти Марку Јунију Бруту на грчком рекао Kai su, teknon? (И ти, сине?), премда треба имати у виду да Брут није Цезару био нити син, нити посинак, нити су уопште били у сродству. Латинску верзију ове изреке (Et tu, Brute?) бесмртном је учинио Вилијам Шекспир у делу Јулије Цезар , а данас се понекад наводи и у облику Tu quoque, Brute, mi fili (Зар и ти, сине Бруте?).
Након Цезаровог убиства, међутим, до аутоматског прелаза власти у руке сената, што су завереници очито очекивали, није дошло. Сенатори су се разбежали у паници, а у граду је завладала изузетно напета ситуација. Првих дана након Цезарове смрти положај конзула Марка Антонија и представника старог патрицијског рода Лепида, који су били на челу цезароваца, није био чврст. У тој помало хаотичној ситуацији одржана је седница сената. Ту је одбачен предлог да се Цезар прогласи за тиранина те да се изјави захвалност његовим убицама, а прихваћен је Цицеронов компромисни предлог да се сви Цезарови акти и наредбе признају за важеће, а да његове убице остану некажњене.
Након Цезаровог убиства створен је други тријумвират између Марка Антонија, Октавијана и Марка Емилија Лепида. Када су се тријумвири обрачунали са Цезаровим убицама (сви су или убијени или починили самоубиство) избио је нови грађански рат између Октавијана са једне и Марка Антонија и Клеопатре VII. са друге стране. Победом у поморској бици код Акција, 31. п. н. е., Октавијан је остао самовладар а од 27. п. н. е. и службено први римски цар.

## „Највећи Римљанин“
Многи га с разлогом зову највећим Римљанином, а поуздано се зна да је више ценио своје политичко деловање од оног књижевног, премда је имао широка књижевна интересовања, а бавио се и научним радом. Цезаров живот важан је за општу историју Римског царства у његовом најсудбоноснијем добу после смрти Сулине када је стара сенаторска Република била на издисају. Вођа популара Марије био је Цезаров теча, па многи сматрају да је управо због тога Цезар и отишао у Маријев демократски табор у којем је Сенат с правом видео смртног непријатеља. Сула га је стога и осудио на смрт, али га је доцније помиловао. Цезар је брзо напредовао ка свом главном циљу — да наследи умирућу Републику и преузме сву власт. Задобио је неограничену диктаторску и доживотну трибунску власт (tribunicia potestas), а уместо царске круне ловоров венац. Војник који је двапут прелазио Рајну и двапут се искрцавао на магловитој Британији хтео је да, као потомак легендарног Дарданца Енеје, родоначелника у римској историји не нарочито истакнутог јулијског рода (gens Iulia), пресели Рим, „главу света“ (caput orbis), на место где је била Пријамова и Енејина Троја, дакле не на Босфор као Константин Велики, него пред Дарданеле. Римској господи није била по вољи та комбинација и принудна сеоба, а још мање Цезарова готово божанска сила и слава, па га је на Мартовске иде 44. п. н. е. група завереника избола ножевима. Тек је Цезаров млади посинак и наследник Август Октавијан, прозван Август, довршио његово дело и постао, као „првак“ (princeps), стварни владар Римског царства. Деификовани Цезар (divus Iulius) трудио се да у ту највећу организацију античког света унесе не само политичко-економске него и друштвено-етичке садржаје. То су „човечност“ (humanitas) и „благост“ (clementia), али у римској редакцији, каква је била непозната грчком човеку. (Др Милан Будимир & др Мирон Флашар)

## Књижевни рад
Школован је од стране најбољих грчких учењака. Као писац и научник (реформа календара и јулијанска хронологија) бавио се и лингвистичким проблемима. 
Његов изгубљени спис О аналогији (лат. De analogia, год. —52. п. н. е. ?) устаје против неологизама и бори се за пуризам и елеганцију, за избирљивост у књижевном латинском језику. Изгубљене су и Цезарове беседе издаване у различним збиркама у које су у познијим вековима уношени и неаутентични говори. Али многа античка сведочанства казују да је био одличан говорник, и то атикиста који негује јасан и једноставан стил. Од песничких текстова Цезарових сачуван је само епиграм упућен Теренцију, комедиографу докласичног доба који је имао сличне пуристичке принципе као стилиста. Цезар га стога и означава као љубитеља чистог језика (puri sermonis amator), a тај се суд заиста може применити и на самог Цезара чија је главна књижевничка снага у однегованој једноставности израза, често моћнијој и од Цицеронове блиставе фразе и богате периоде. Познато је да се у песништву огледао у разним радовима. Изгубљени су епиграми, трагедија Едип (Oedipus) и два спева: Похвала Херкула (Laudes Herculis) и Пут (Iter), песма о једном Цезарову путовању. Помиње се и једна збирка изрека (лат. dicta collectanea) као његово дело. Сви су ови списи нестали, чини се, зато што је Цезаров наследник Август забранио њихово објављивање после Цезарове погибије. Изгубљен је и политички спис Анти-Катон (Anticato или Anticatones) што га је Цезар саставио у војном логору код Мунде године 45. п. н. е., дакле оне године када је водио најтежу борбу против присталица Помпејевих. Једно од његових дела је и De bello Gallico (Записи о галском рату).
Термин цезар 
```
цезар - термин који је увео 
Диоклецијан
 и који означава заменика и наследника 
августа
. Сваки август је имао свог цезара, који га је наслеђивао после смрти. На тај начин је Диоклецијан увео 
тетрархију
 у Царству.
```

## Цезаров однос са војском
Цезар не само да је био један од најпознатијих особа Рима већ је био и један од њихових најбољих војсковођа. Цезар је бројним војним победама знатно проширио утицај и власт Рима. Победивши Помпеја у грађанском рату од 46. п. н. е. завладао је као диктатор. Цезарова диктатура представља крај врховне владавине Сената у Риму и почетак евентуалне трансформације старе републике у политички систем који ће под Октавијаном, Цезаровим нећаком, постати познат као Принципат. У биткама је ишао на челу и био изузетно храбар па је стекао поверење војника. Сваког војника је познавао лично а некад и њихове породице па чак и даљи род. Ово је осигурало лојалност. Цезар је био изузетно речит и талентован и ово му је омогућило бољу комуникацију са воском и непријатељима.

### Привилегије
Бити члан Цезарове војске је била велика привилегија. Цезар је својој војсци давао велики део од онога што освоје и опљачкају. Цезар је давао војницима и својеврсну плату. Сада бити у војсци није било само одбрана државе већ и неки посао. Ово је значило да када је Цезар прешао реку Рубикон војска га је следила иако је кршио законе и правила сената и када је водио ратове у Галији иако су залихе хране понестајале. Давао је војницима да украшавају оружја.

### Награде
Цезар је умео да похвали сваког војника лично. За заслуге у војсци делила су се различита одликовања, а звала су се венци (Coronae), јер има облик венаца, који су били направљени од лишћа или каква метала.
Та одликовања су била
- добио би онај војник који је истакао при опсади логора.
- се давала ономе ко спаси живот римскога грађанина. То одликовање је Цезар добио код опсаде Митилене.
- је за оно ко се успне на непријатељске зидове.
- се давала код победе на мору.
- при ослободи од опсаде.
- је одликовање које војник заслужује ако први уђе у непријатељски ред.

### Дисциплина
Иако је Цезар имао добар однос са војском дисциплина је била веома строга. Римски војник био је добро обучена борбена машина. Могао је марширати око 30 km на дан, носећи сав оклоп и опрему. Могао је пливати или прелазити реке у чамцима и градити мостове. После дугог дана марширања, римски војници су морали да граде камп са зидом од дрвених колаца. Сутрадан су морали поново све да ураде. Римски војник је готово увек следио наредбе. Свако ко није суочио се са тешким казнама. Ако бисте заспали на дужности, могли бисте бити осуђени на смрт. Светоније је рекао да он не гледа људе по моралу и позицији већ све на исто. Казне су биле војне или казне за нехумана дела. Био је посебно познат по томе што је могао да нове неискусне војнике припреми за борбу.

### Тактике
Цезар је користио велики број тактика како би добио предност над противницима. Пример добре употребе тактика је била битка код фарсале. У овој борби Цезар је био надбројан међутим ипак победио. Волео је да саветује своје војнике око позиција па је тако говорио да заузимају формацију од три реда по 8 војника.
Имао је више формација које би заузимали воници
- Корњача – најпознатија одбрамбена формација са штитовима напред и горе
- Клин – Формација за напад у облику стреле
- Одбијање коњице – формација против коњице
- Круг – одбрамбена формација у облику круга